# Pilea fendleri
Pilea fendleri es una especie de planta del género Pilea, perteneciente a la familia Urticaceae.

## Taxonomía
Pilea fendleri fue descrita por Ellsworth Paine Killip en 1937.

## Distribución
Se encuentra en el territorio de Colombia, Nicaragua, Perú y Venezuela.